# دوبريك
دوبريك Dubryk هي مستوطنة في منطقة غمينا ستارا كيسيوا الإدارية، داخل مقاطعة كوسيرزينا في محافظة بوميرانيا في شمال بولندا.  وتقع على بعد حوالي 7 كيلومتر (4 ميل) شرق ستارا كيسيوا، 24 كـم (15 ميل) جنوب شرق كوشيرزينا و50 كـم (31 ميل) جنوب غرب العاصمة الإقليمية غدانسك.
للحصول على تفاصيل عن تاريخ المنطقة، انظرتاريخ بوميرانيا.